# Henosis
Henosis (grego ἕνωσις henosis) significa "singularidade", "unidade", "união". No platonismo, e especialmente no neoplatonismo, o objetivo da henosis "unidade, singularidade" é a união com o que é fundamental na realidade: "O Um" ou "o Uno" (Τὸ Ἕν), "A Fonte", "O Mônada".
O conceito neoplatônico tem precedentes em religião de mistérios gregas bem como paralelos na filosofia oriental. É ainda desenvolvida no Corpus Hermeticum, na teologia cristã, soteriologia e misticismo e é um fator importante no desenvolvimento histórico do monoteísmo durante a Antiguidade tardia.

## Conceitos

### Fé e destino
Conforme especificado nos escritos de Plotino sobre a henologia, o estágio mais elevado da deificação é tabula rasa, ou um estado de vazio onde o indivíduo pode compreender ou se mesclar com a Fonte (ou o Um, este processo sendo a henosis ou a unificação). Esta simplicidade absoluta significa que o nous, ou a pessoa é então dissolvido, completamente absorvido de volta para o mônada. Na Enéadas de Plotino o mônada pode ser referido como o Bem acima do demiurgo. A mônada ou dunamis (força) é uma expressão singular (a vontade ou o Um são benévolos) tudo está contido na Mônada e a mônada é tudo (panenteísmo). Toda a divisão é reconciliada em um, o estágio final antes de atingir a singularidade, a chamada dualidade (díade), é completamente reconciliada no Mônada, a Fonte ou o Um. Assim como como o Um, a fonte ou a substância de todas as coisas são abrangidas pela mônada. Como infinito e indeterminado tudo é reconciliado no dunamis ou Um. O demiurgo ou segunda emanação que é o nous de Plotino. É o demiurgo (criador, ação, energia) ou nous que "percebe" e portanto, faz com que a força (potencial ou Um) se manifeste como energia, ou a díade chamada de mundo material. O nous como um ser, ser e percepção (intelecto) manifesta o que é chamado de alma (Anima mundi).

## Modalismo
A henosis para Plotino foi definida em suas obras como uma reversão do processo ontológico da consciência via meditação (na mente ocidental a não-contemplação em direção a nenhum pensamento (nous ou demiurgo) e sem divisão (díade) dentro do indivíduo (ser). Plotino define em seus ensinamentos para conciliar não só a Platão com Aristóteles, mas também várias religiões do mundo que teve com que teve contato pessoal durante várias de suas viagens. AS obras de Plotino ter um personagem asceta que rejeita a matéria por ela ser uma ilusão (inexistente). O assunto foi estritamente tratado como imanência, sendo a matéria tão essencial para seu ser, não tendo verdade, caráter transcendente , essência, substância ou ousia. Esta abordagem é chamada de filosófia idealista.

## Henologia
A henologia é o discurso filosófico sobre "O Um", que aparece principalmente na filosofia de Plotino. Reiner Schürmann descreve a henologia como uma "metafísica da transcendência radical" que se estende além do ser e da intelecção. A henologia pode ser contrastada com a ontologia, na ontologia existe a "questão de ser" visto que na henologia se considera a "questão da unidade".
A henologia está em contradição com várias outras disciplinas filosóficas. O termo "henologia " distingue a disciplina que diz respeito à Unidade, como nas filosofias de Platão e Plotino, a partir de disciplinas com a preocupação sobre o Ser (como em Aristóteles e Aquino) e também daqueles que buscam entender o Conhecimento e a Verdade (como em Kant e Descartes).